# (67235) Fairbank
(67235) Fairbank est un astéroïde de la ceinture principale.

## Description
(67235) Fairbank est un astéroïde de la ceinture principale. Il fut découvert le 5 mars 2000 à Gnosca par Stefano Sposetti. Il présente une orbite caractérisée par un demi-grand axe de 2,77 UA, une excentricité de 0,09 et une inclinaison de 8,8° par rapport à l'écliptique.

## Compléments